# سيلفيان كومينان نغيسان
سيلفيان كومينان نغيسان (بالفرنسية: Sylvain Komenan N'Guessan)‏ هو لاعب كرة قدم فرنسي في مركز الهجوم، ولد في 1 فبراير 1983 في Tiassalé ‏ في ساحل العاج. لعب مع نادي جازيليك أجاكسيو ونادي شاتورو ونادي مولان ونادي مونتلوكون.

## وصلات خارجية
- سيلفيان كومينان نغيسان على موقع قاعدة بيانات كرة القدم.إي يو (الإنجليزية)